# Per Scheffer
Per Scheffer, född 18 april 1718 i Mariestad, död 10 december 1790 i Kungslena, var en svensk militär och fältmarskalk.

## Biografi
Per Scheffer var son till Pehr Scheffer (1657–1731) Helena Maria Ehrenstierna (1684–1754). Som ung studerade han i Uppsala och inledde 1734 sin militära karriär som volontär vid livgardet, i vilket han avancerade till löjtnant. Han gick sedan i fransk tjänst 1745 vid Royal suédois regementet och deltog med detta i österrikiska tronföljdskriget samt förde han befäl över en brigad i sjuårskriget. Han återvände som generalmajor till svensk tjänst 1763 och blev sedan överste för efter varandra Savolax regemente och Kronobergs regemente. Efter Adolf Fredriks död 1771 reste han till Frankrike för att överlämna en provisorisk kungaförsäkran till Gustav III och följde sedan med denna på hemresan genom Brüssel och Berlin. Han blev senare chef för efter varandra Upplands regemente och Skaraborgs regemente och befordrades till fältmarskalk 1778. Han var under teaterkriget befälhavare för de overksamma trupperna förlagda i Skåne. Scheffer beskrivs som en "munter, arbetsam och i handlingar bestämd man" samt även som en "god patriot och skicklig landthushållare".

## Bröderna
Per Scheffers bröder Carl Fredrik Scheffer och Ulrik Scheffer hade även framgångsrika karriärer. Det sägs om de tre bröderna att Carl Fredrik "talade mycket, men tänkte litet" och att Ulrik "tänkte mycket, men talade litet" medan Per "hvarken tänkte eller talade", dock innehåller detta troligen ingen sanning.